# Chen (zpěvák)
Kim Čong-te (korejsky: 김종대; * 21. září 1992), lépe známý jako Chen (korejsky: 첸), je jihokorejský zpěvák a textař. V roce 2012 debutoval jako člen jihokorejsko-čínské chlapecké skupiny EXO, svého času její korejské podskupiny EXO-M a v roce 2016 další podskupiny EXO-CBX.
V roce 2019 vydal své sólové debutové EP April, and a Flower, které se umístilo na druhém místě jihokorejského žebříčku alb Gaon. V témže roce vydal své druhé EP Dear my dear.

## Mládí
Chen se narodil 2. září 1992 v Tedžonu a vyrůstal v Sihungu v provincii Kjonggi.

## Osobní život
Na začátku roku 2020 bylo oznámeno, že se Chen oženil. 29. dubna 2020 se mu narodila dcera. 19. ledna 2022 se mu narodilo druhé dítě.

## Diskografie
| Název               | Datum vydání       | Seznam skladeb                                                                                      |
| ------------------- | ------------------ | --------------------------------------------------------------------------------------------------- |
| April, and a Flower | 1. dubna 2019      | 1. Flower 2. Beautiful goodbye 3. Sorry not sorry 4. Love words 5. I'll be there 6. Portrait of you |
| Dear My Dear        | 1. října 2019      | 1. Shall we? 2. My dear 3. Amaranth 4. Hold you tight 5. You never know 6. Good night               |
| Last Scene          | 14. listopadu 2022 | 1. Last Scene 2. Photograph 3. Traveler 4. I Don't Even Mind 5. Reminisce 6. Your Shelter           |

| Název                                            | Rok  | Seriál                          |
| ------------------------------------------------ | ---- | ------------------------------- |
| "The Best Luck" (최고의 행운)                    | 2014 | It's Okay, That's Love          |
| "Everytime" (s Punch)                            | 2016 | Descendants of the Sun          |
| "If I Love Again" (다시 사랑한다면) (s Chanyeol) | 2016 | Two Yoo Project - Sugar Man     |
| "Beautiful Accident" (美好的意外) (se Suho)      | 2016 | Beautiful Accident              |
| "For You" (너를 위해) (s Baekhyun, Xiumin)       | 2016 | Moon Lovers: Scarlet Heart Ryeo |
| "I'm Not Okay" (안녕 못해)                       | 2017 | Missing 9                       |
| "Cherry Blossom Love Song" (벚꽃연가)            | 2018 | 100 Days My Prince              |
| "Make It Count"                                  | 2019 | Touch Your Heart                |
| "Rainfall"                                       | 2019 | Chief of Staff                  |
| "Beautiful" (아름다워)                           | 2019 | Heart 4 U                       |
| "Your Moonlight" (너의 달빛)                     | 2020 | Do You Like Brahms?             |
| "An Unfamiliar Day" (낯선 하루)                  | 2022 | Doctor Lawyer                   |
| "Heaven For You"                                 | 2022 | The First Responders            |

| Název                                                    | Rok  |
| -------------------------------------------------------- | ---- |
| "Though I Loved You" (사랑했지만)                        | 2015 |
| "Lil' Something" (썸타) (s Vibe, Heize)                  | 2016 |
| "Years" (s Alesso)                                       | 2016 |
| "Nosedive" (기다렸다 가) (s Dynamic Duo)                 | 2017 |
| "Bye Babe" (s 10cm)                                      | 2017 |
| "Beautiful Goodbye" (사월이 지나면 우리 헤어져요)        | 2019 |
| "Shall We?" (우리 어떻게 할까요?)                        | 2019 |
| "May We Bye" (오월의 어느 봄날) (Onestar featuring Chen) | 2019 |
| "Love" (Ailee featuring Chen)                            | 2019 |
| "You" (혼자) (s Dynamic Duo)                             | 2020 |
| "Hello" (안녕)                                           | 2020 |
| "Before the Petals Fall"                                 | 2023 |
| "Bloom" (s Yang Hee Eun)                                 | 2023 |